# Uereda
Uereda (amh. ወረዳ, wereda) – jednostka podziału administracyjnego, niekiedy samorządowa, w Etiopii.
W skład ueredy wchodzi kilka kebelie, lub innych lokalnych organizmów administracyjnych, będących najmniejszymi z jednostek podziału terytorialnego Etiopii (odpowiadają polskim gminom). Ueredy najczęściej łączą się po kilka w strefy, tworzące kyllyle, niektóre ueredy nie należą do żadnej strefy i mają status „uered specjalnych”, pełniąc funkcję jednostek autonomicznych.
Niektóre ueredy mają tradycje historyczne jako wspólnoty – na przykład „uereda specjalna” Jem, Gera czy Goma, które zachowały granice tradycyjnych królestw wchłoniętych przez Etiopię. Wiele jednak jest takich, których granice nie mają historycznego uzasadnienia. Począwszy od 2002 roku ueredom przyznano szerszy zakres samorządności, oraz zwiększono środki przekazywane ueredom przez etiopskie regiony.